# 日本テレビ系列水曜夜7時台枠のアニメ
日本テレビ系列水曜夜7時台枠のアニメ（にほんテレビけいれつすいようよるしちじだいわくのアニメ）は、日本テレビ系列局で毎週水曜 19:00 - 19:30 および 19:30 - 20:00 （日本標準時。後半は19:56終了の時期もあり）に放送されていたテレビアニメの一覧である。
後半枠でアニメの放送が始まる前、中断していた時期、そして終了後に放送されていたテレビドラマに関しては、

## 歴史

### 前半 (19:00 - 19:30)
前半は、元々は『ヒットスコープ』などの歌謡番組が放送されていた枠であり、この枠でアニメの放送が始まったのは1972年10月4日放送開始の『アストロガンガー』からと、後述の後半枠よりも1年半遅れてのスタートだった。
同作品の終了後には長らく特撮ドラマやバラエティ番組が放送されていたが、1979年10月10日にアニメ版『ベルサイユのばら』がスタートしたことで新作アニメの放送が再開された。以来、非アニメ系番組との入れ替わりを繰り返しながらもこの枠でアニメが放送され続けたが、19:30開始だったプロ野球ナイター中継が『ベルばら』放送期間中の1980年に19:00開始になったため、ナイターシーズン中には放送休止が相次いだ。1986年10月15日には『ドリモグだァ!!』がスタートしたが、同作品はわずか3か月でローカルセールス枠へ降格した。これにより、この枠におけるアニメの放送は終了した。

### 後半 (19:30 - 19:56または20:00)
後半は前半よりも1年半早くアニメ枠になっており、1971年4月7日に土曜19:30枠から読売テレビ製作の『いじわるばあさん』（アニメ第1作）が移動してきたことで新作アニメの放送が開始された。
その次の作品である『新・オバケのQ太郎』が終了してからは長らくアニメは放送されていなかったが、それから13年9か月後に『がんばれ!キッカーズ』がスタートしたことによって再開された。しかし、同作品の終了後には再びアニメ以外の番組が放送されており、アニメの放送は現状でこれが最後となっている。

## 放送作品一覧

### 前半枠 (19:00 - 19:30)
| タイトル                                     | 放送期間                       | 話数 | 製作会社                  | 原作            | 備考                                                        |
| -------------------------------------------- | ------------------------------ | ---- | ------------------------- | --------------- | ----------------------------------------------------------- |
| アストロガンガー                             | 1972年10月4日 - 1973年3月28日  | 26   | ナック 宣弘社             | 鈴川鉄久        |                                                             |
| （この間、非アニメ番組）                     |                                |      |                           |                 |                                                             |
| ベルサイユのばら                             | 1979年10月10日 - 1980年9月10日 | 40   | 東京ムービー新社          | 池田理代子      |                                                             |
| 鉄腕アトム（新）                             | 1980年10月1日 - 1981年12月23日 | 52   | 手塚プロダクション        | 手塚治虫        |                                                             |
| （この間、『体当り!!スーパーレース』を放送） |                                |      |                           |                 |                                                             |
| 魔境伝説アクロバンチ                         | 1982年5月5日 - 9月22日         | 12   | 国際映画社                | 山本優 （原案） | ローカルセールス枠に降格。日本テレビでは金曜17:00枠へ移動。 |
| （この間、非アニメ番組）                     |                                |      |                           |                 |                                                             |
| ドリモグだァ!!                               | 1986年10月15日 - 12月17日      | 10   | ジャパコン・マート 萬年社 | 川内康範        | ローカルセールス枠に降格。日本テレビでは木曜17:30枠へ移動。 |

### 後半枠 (19:30 - 19:56または20:00)
| タイトル                        | 放送期間                       | 話数 | 製作会社            | 原作           | 備考                                                               |
| ------------------------------- | ------------------------------ | ---- | ------------------- | -------------- | ------------------------------------------------------------------ |
| いじわるばあさん（アニメ第1作） | 1971年4月7日 - 8月18日         | 14   | テアトルプロ ナック | 長谷川町子     | 読売テレビ製作。土曜19:30枠から移動。この作品のみ19:56までの放送。 |
| 新・オバケのQ太郎               | 1971年9月1日 - 1972年12月27日  | 70   | 東京ムービー        | 藤子不二雄     | 20:00までの放送。                                                  |
| （この間、非アニメ番組）        |                                |      |                     |                |                                                                    |
| がんばれ!キッカーズ             | 1986年10月15日 - 1987年3月25日 | 23   | スタジオぴえろ      | ながいのりあき | 20:00までの放送。                                                  |

## 参考資料
- キー局番組編成変遷ひょー